# Monumento nacional de la Estatua de la Libertad, Isla Ellis e Isla de la Libertad
El monumento nacional de la Estatua de la Libertad, Isla Ellis e Isla de la Libertad (en inglés: Statue of Liberty National Monument, Ellis Island and Liberty Island) es un monumento nacional de Estados Unidos ubicado en Jersey City (Nueva Jersey) y Nueva York, Nueva York. El Monumento Nacional de la Estatua de la Libertad, Isla Ellis e Isla de la Libertad se encuentra inscrito como un monumento nacional en el Registro Nacional de Lugares Históricos de Estados Unidos desde el 15 de octubre de 1966.

## Ubicación
El Monumento Nacional de la Estatua de la Libertad, Isla Ellis e Isla de la Libertad se encuentra dentro del condado de Hudson County, New Jersey y Nueva York en las coordenadas 40°41′38″N 74°02′37″O / 40.693889, -74.043611.